# نمازگاه بخارا
نمازگاه بخارا یک سکوی نماز است که برای نماز در روزهای عید مانند قربان و فطر، در نظر گرفته شده است و در جنوب باختری بخارا جای دارد. واژهٔ «نمازگاه» به معنی جایی‌ست که می‌توان در آن نماز خواند. نمازگاه می‌تواند یک اتاق یا فقط یک جانماز باشد که ازسوی یک مسلمان برای فراهم کردن جایی پاک برای نماز گزاردن در نظر گرفته می‌شود.
نمازگاه بخارا جایی‌ست برای برپایی نمازِ جمعیت بزرگی از مردمی که از سراسر سرزمین پیرامون می‌آیند و حتی جائی برای راهپیمایی ارتشیان فراهم می‌کند. باور بر این است که نمازگاه در سدهٔ نهم در زمان سامانیان ساخته شده است. از آنجایی که نمازگاه امروزه درون شهر جای دارد، معنای اصلی خود را از دست داده است. اکنون نقش نمازگاه در منطقهٔ بخارا را مجموعه‌های آیینی حومه‌ای (بهاءالدین محمد نقشبند، آرامگاه قاسم شیخ در کرمنه و…) بازی می‌کنند.

## تاریخ
پس از گشایش فرارود به دست مسلمانان، نماز عید در بخارا در ریگستان برگزار می‌شد، ولی در سده نهم میدان تنگ شد و نمازگاه بیرون از شهر و در فاصلهٔ نزدیک سه کیلومتری از کانون شهر ساخته شد. تا سدهٔ دوازدهم همان‌جا برگزار می‌شد، تا زمانی که ارسلان خان دستور داد که باشندگان شهر از بخارا دور نشوند، زیرا این کار سستی توان پدافندی شهر را به دنبال می‌داشت.
اینگونه بود که باغ شمس‌آباد خریداری شد و در سال‌های ۱۱۱۹–۱۱۲۰ نمازگاه به صورت دیواری از آجرهای پخته به درازای تقریبی ۳۸ متر به جای آن باغ ساخته شد. در دیوار، مهرابی (طاقچه‌ای که نمازگزاران را به سمت مکه راهنمایی می‌کند) با قوس‌های ضدصدا در دو سوی ساخته شده‌بود. نمازگاه در سده ۱۳، ۱۴ و ۱۷ کمی بازسازی شد.
مسجد آمیخته‌ای از یک ایوان به یاد ماندنی را به دست آورد: ساختمان جلویی یک گالری سه دهانه با سردر گنبدی در مرکز. بقایای دیوار اولیه در دیوار مهراب باختری سازه جای دارد. در همان زمان به جای منبر چوبی، منبر آجری ساخته‌شد. مهراب نمازگاه با رخام گچی خمیده آراسته شده و نوشته‌هایی با الگوی هندسی و کنده‌کاری‌های به زبان عربی در آن دیده می‌شود.
پس از چنگ‌اندازی چنگیز به بخارا در ۱۲۲۰، او از آستانهٔ همین مسجد گفت:
«اگر شما اهل گناه نبودید، خداوند برای کیفرتان کسی چون من را نمی‌گماشت»

## بن‌مایه
- همکاری‌کنندگان ویکی‌پدیا، «Мечеть Намазгох»، ویکی‌پدیای روسی، دانشنامهٔ آزاد (بازیابی ۰۳ دی ۱۴۰۰)